# Тезен, Матиас
Матиас Тезен (нем. Mathias Thesen; 29 апреля 1891 — 11 октября 1944) — один из руководителей немецкого рабочего движения, член Коммунистической партии Германии, депутат Рейхстага, сподвижник Эрнста Тельмана.

## Биография
Родился в семье торговца, учился на токаря. Трудился рабочим металлургической промышленности. В 1910 году вступил в Союз рабочих металлургической промышленности Германии (DMV) и СДПГ, в 1916 году перешёл в НСДПГ. Участник Ноябрьской революции 1918 года, вошёл в заводской совет порта города Дуйсбург, который сильное влияние имел также среди шахтёров. Стал членом КПГ. В 1920 году был выбран и стал председателем фракции КПГ в городском совете Дуйсбурга, защищал интересы молодёжи, безработных, уделял внимание сферам спорта и отдыха.
На парламентские выборах 1928 года выбран в Рейхстаг. Также занимал должность секретаря КПГ в Дуйсбурге.
В 1933 году, после захвата власти нацистами и запрещения ими КПГ, ушёл на нелегальное положение, вошёл в Центральный комитет КПГ.
14 сентября 1933 года арестован гестапо, подвергся пыткам, помещён в концлагерь Фульсбюттель, в феврале 1935 года приговорён к трём с половиной годам заключения за подделку документов и подготовку госизмене, на суде заявил, что не изменил своим идеалам. Содержался в ряде исправительных учреждений, в том числе в тюрьме Бранденбург-Герде. Перед окончанием срока заключения взят под «защитный арест» и был направлен вначале в концлагерь Эмсланд, а затем в концлагерь Заксенхаузен.
В 1935—1936 годах в тюрьме Ослебсхаузен под Бременом М. Тезен и А. Зефков создали нелегальную коммунистическую партийную организацию, которая проводила работу среди политзаключённых и организовывала взаимопомощь.
В мае 1939 года приговорён к четырём годам заключения. До мая 1943 года содержался в гамбургской тюрьме, а затем переведён снова в концлагерь Заксенхаузен.
11 октября 1944 года Матиас Тезен за попытку мятежа был расстрелян вместе с ещё 26-ю узниками концлагеря, в том числе Рудольфом Хеннингом и Эрнестом Шнеллером.

## В культуре, память
Именем Тезена названа улица возле бывшего концентрационного лагеря «Заксенхаузен».
Ещё при жизни Матиас Тезен стал прототипом литературного героя — Генриха Торстена из романа В. Бределя «Испытание» (1934).
В 1951 году имя Матиаса Тезена было присвоено верфи в городе Висмар ГДР. Именем Тезена были названы несколько морских судов.
В Висмаре был установлен памятник Матиасу Тезену; снесён в 1990 году после развала ГДР.
Имя Матиаса Тезена увековечено в Памятнике 96-ти депутатам Рейхстага, убитым нацистами, расположенном в Берлине на площади Республики перед Рейхстагом.